# Michael Potter (cyclisme)
Pour le joueur de rugby australien, voir Mick Potter. Pour les homonymes, voir Potter.
Michael Potter (né le 6 novembre 1997 à Hornsby, banlieue de Sydney) est un coureur cycliste australien.

## Palmarès sur route

### Par année
- 2018
  - Tour de Tochigi :
    - Classement général
    - Prologue et 1re étape

  - 3e du championnat d'Australie sur route espoirs
  - 3e du Tour de Bright
- 2019
  -  Médaillé d'argent du championnat d'Océanie sur route espoirs
  - 2e du championnat d'Australie sur route espoirs

### Classements mondiaux
| Année                                 | 2018 | 2019 |
| ------------------------------------- | ---- | ---- |
| Classement mondial                    | 789e | 866e |
| UCI Asia Tour                         | 153e |      |
| UCI Oceania Tour                      | 36e  | 49e  |
|                                       |      |      |
| Légende : nc = non classéSource : UCI |      |      |

## Palmarès en VTT

### Championnats d'Océanie
- Toowoomba 2015
  -  Médaillé d'argent du cross-country juniors

## Palmarès en cyclo-cross
- 2014-2015
  - 2e du championnat d'Australie de cyclo-cross juniors